# Androcharta giganteum
Androcharta giganteum är en fjärilsart som beskrevs av Druce 1899. Androcharta giganteum ingår i släktet Androcharta och familjen björnspinnare. Inga underarter finns listade i Catalogue of Life.